# 岡山市立大元小学校
岡山市立大元小学校（おかやましりつおおもとしょうがっこう）は、岡山県岡山市にある公立小学校。

## 概要

### 生徒
- 生徒数は2019年現在1,082人で岡山市立の小学校では、吉備小学校、西小学校についで第3位
- 2020年現在1,075人

### 運動場
- 隣接している中央公園の一部を工事で運動場にしたため、100mのラインを引いてもかなり余裕がある広さを持っている

### 学校生活
- 1年生は担任1人と副担任1人の2人で授業を行う、2年生以降は担任1人のみが授業を行う
- 隣接する大元幼稚園からの新入生を学校に呼び一緒に遊ぶなどの行事もある

## 校舎
- コの字型の校舎で真ん中の部分には体育館がある
- 生徒数が多いため新たにプレハブ校舎2棟を新設した

## 沿革
- 1972年 - 学区決定
- 1973年
  - 3月 - 第1校舎建築完成
  - 4月 - 岡山市立大元小学校開校
  - 8月 - 第２期校舎建築完成、プール関係工事完成
  - 9月 - 新校舎に移転、開校式
  - 11月 - 体育館完成
  - 12月 - 竣工式
- 1982年10月 - 中庭観察池完成
- 1988年  8月 - タイル広場（中庭）完成
- 1991年  8月 - 中庭飼育小屋新設
- ？ - プレハブ校舎2棟を新設

## 校訓
- お　おおきな夢
- お　おもいやり
- も　もちあじ
- と　ともに学ぶ

もちあじだけテイスト違うと卒業生の中で話題になっている

## 通学区域が隣接している学校
- 岡山市立鹿田小学校
- 岡山市立石井小学校
- 岡山市立三門小学校
- 岡山市立大野小学校
- 岡山市立西小学校
- 岡山市立芳明小学校
- 岡山市立芳田小学校